# القبالة في العصور الوسطى
أثرت القبالة في العصور الوسطى على عمل المرأة وصحتها قبل احتراف الطب كمهنة. خلال العصور الوسطى في أوروبا الغربية، اعتمد الناس على المعرفة الطبية المأخوذة من الفلاسفة الرومان واليونانيين، وتحديداً جالين وأبقراط وأرسطو. ركز هؤلاء الفلاسفة الأطباء في المقام الأول على صحة الرجل، ولم يهتموا بقضايا صحة المرأة. وهكذا، لم يركز هؤلاء الفلاسفة على الحمل، وشجعوا النساء على التعامل مع قضايا المرأة والاهتمام بدراستها. في الواقع، أكد وليام مينكوفسكي أن سمعة الذكر تأثرت سلبًا إذا انخرط بالعمل مع المرضى الحوامل أو عالجهم. ونتيجة لذلك، لم ينخرط الأطباء الذكور مع المرضى الحوامل، ولذلك امتهنت النساء القبالة للتعامل مع الحوامل وغيرها مما يتعلق بطب النساء. تلاحظ ميريام غريزيلامر أن عمل الرجال في مسائل الإنجاب واجه معارضة أخرى وهي أنه لا ينبغي للرجل أن يتعامل مع الأعضاء التناسلية الأنثوية خلال الممارسة السرية لإنجاب الأطفال. سمح انتشار هذه العقلية للنساء بمواصلة ممارسة القبالة في معظم عصر القرون الوسطى دون تأثير يذكر على شؤونهن. كتب مينكوفسكي عن كتاب غي دو شولياك في القرن الرابع عشر العمل الجراحي العظيم (Chirurgia magna):" كتب أنه لم يكن مستعدًا للحديث عن القبالة بسبب سيطرة النساء على هذا الحقل. ومع ذلك، فإن تغير وجهات النظر في الطب تسبب في دفع دور المرأة كقابلة جانباً مع بدء احتراف ممارسة الطب كمهنة.

## خلفية عامة
هناك فرضية تقضي بأن معظم القابلات جئن من الطبقات الدنيا وكنّ أميات. تلاحظ مونيكا إتش جرين أن القابلات بشكل خاص لم يُطلب منهن أن يعرفن القراءة والكتابة، وبالتالي لم يكن هناك الكثير من القابلات المتعلمات. يشير هذا إلى أن مجال القبالة لم يتطلب تعليماً رسمياً مسبق. بالإضافة إلى ذلك، تؤكد غرين أن القابلات يختلفن عن الجراحات والحلاقات لأن أزواجهن لم يكونوا رجالاً ممتهنين للطب عادة. خلال أواخر العصور الوسطى، أُلفت بعض الكتب لتدريس القبالة لكل من الرجال والنساء. قبل هذه النقطة، كانت كتيبات القابلات تحتوي على معلومات قديمة كتبها أفراد درسوا الطب نظرياً دون ممارسة المهنة عملياً كأطباء.
تعلمت القابلات حرفتهن من نساء أخريات في مجتمعاتهن ومن تجاربهن في الإنجاب، بسبب العجز والضعف في التدريب في هذا المجال. يقترح مينكوفسكي أن غياب التدريب يمكن أن يعزى إلى عدم وجود نصوص حول هذا الموضوع. وبالتالي، غالباً ما تدرس القابلات غيرهن من النساء الراغبات في ممارسة المهنة من خلال تجاربهم الشخصية. منذ أن كن فتيات صغيرات، كانت النساء اللائي أصبحن قابلات فيما بعد حاضرات عند ولادة الأشقاء الآخرين ولاحظوا عملية الولادة التي تقوم بها القابلة أو غيرها من أفراد الأسرة من الإناث. كتبت جريلسامر أن الفن في العصور الوسطى أظهر القابلة مع أدواتها الطبية، ولكن نادراً ما كانت تُعرض أثناء ممارستها مهنتها. شملت أدوات القابلة عادة المقص والبياضات والصواني والسلال وكرسي الولادة. لم يُسمح للرجال بمشاهدة عملية الولادة هذه. تشير جريلسامر إلى تسجيل المؤرخ البلجيكي لويس ثيو مايس لغرامة مالية تعود إلى القرن الخامس عشر: «المدعو هين فاندين دام، اختبأ خلف درج للتنصت على زوجته أثناء ولادتها، وهو أمر لا يليق برجل، ولذلك وقعت عليه غرامة التنصت وقدرها 15 جنيه (livres).»

## كيف نشأت القبالة؟
يُقال أن مهنة القابلات بدأت خلال القرن الخامس عشر. كان هذا بعد فترة وجيزة من ظهور المدارس والجامعات الأوروبية، ولكن العديد من هذه المؤسسات المبكرة استبعدت النساء من برامجها وقيدت وصولهن إلى مجالات معينة. في ذلك الوقت، احتكر الرجال العديد من مجالات الصناعة الطبية. أدى ذلك إلى استخدام النساء للعلاجات الطبيعية لمساعدة المرضى وتحسين ممارستهم للقبالة. ومع ذلك، بسبب المعايير الاجتماعية الموجودة سابقًا، كان من الصعب على المرأة اكتساب حق ممارسة قطاعات الطب الأخرى. أصبحت قلة من النساء جراحات وحلاقات، لكن العديد من هؤلاء النساء كن متزوجات من رجال في مجالات مماثلة. وهكذا أصبحت القبالة دور المرأة الأساسي في عالم الطب. أدى هذا الصراع إلى اتهامات زائفة بالسحر لأن المجتمع فرض حدًا صارخًا على مشاركة المرأة في الطب ولم يوافق على استخدامها للعلاجات الطبيعية.
اعتُبرت صحة المرأة من الأعمال النسائية، ولم يرغب الرجال في التدخل في ممارستها. خلقت هذه الفكرة الاجتماعية حاجزاً بين الرجال والنساء في مجال الرعاية الصحية. وهكذا، كانت النساء قائمات على رعاية المرأة في جميع المسائل الصحية. كان يعتقد أن المرأة تعرف الجسد الأنثوي أفضل؛ لذلك كان توفير الرعاية للنساء دورهم الأساسي في الطب. أدى هذا التقسيم بدوره إلى عدم اهتمام النساء بأمور صحة الرجل. من المهم أيضًا أن نفهم أن هذا الصراع أدى إلى تقسيم جنسي في مجال تقديم الخدمة الصحية، وأثر على نوع الرعاية الصحية التي تلقتها النساء خلال هذه الفترة الزمنية، وأيضًا على نوع الرعاية الصحية التي يُسمح بإعطائها.

## دور القابلة
شاركت القابلات في ولادة جميع الطبقات الاجتماعية بدرجات متفاوتة. عادة ما تتلقى النساء الأكثر فقرا المساعدة من نساء العائلة وجيرانهن أكثر من مساعدة قابلات المدن. قامت الحكومة في المدن بتعويض القابلات «بالإعفاء الضريبي أو تقديم معاش صغير» مقابل خدمتهم داخل المجتمع. ركز هذا التعويض كثيرًا على سمعة القابلة. ابتداءً من أوائل القرن الرابع عشر، بدأ مسؤولو البلدة في تسجيل بعض أنشطة القابلة في دفاتر حسابات البلدية؛ على سبيل المثال، يستشهد جريلسامر بـ1312 سجل تعود لمدينة بروج ينصون على «بند لمصاريف البلدية، بواسطة كوب فوير. استُدعيت قابلات لرؤية طفل حديث الولادة وجد أمام أسوار المدينة عشية عيد الميلاد، مقابل 20 صولدي.» في حالات استثنائية أكثر، إذا كانت القابلة تتمتع بسمعة محترمة عاليةً، فقد تعمل أيضًا كقابلة في المحكمة. وشمل دور القابلات عملهن لأفراد بعينهم مثل ملكة فرنسا.

## لوائح ممارسة القبالة
على عكس الأطباء الذكور، لم تشارك القابلات في النقابات أو حاولن تنظيم أنفسهن. يكتب غرين أن الترخيص الطبي نشأ في منتصف القرن الخامس عشر. عادة ما فرضت الكنيسة أو الهيئة التشريعية هذه المتطلبات، وأول مثال معروف هو من ريغنسبورغ في عام 1452. قال مينكوفسكي أن تنظيم القابلات بدأ بمجرد بناء التسلسل الهرمي الطبي بحيث يحتل الأطباء الذكور رأس الهرم. يلاحظ جريلسامر أنه خلال هذه الفترة الزمنية كان المجتمع يهدف إلى وضع القابلات في هذه المنظمة الطبية. أعرب المشرعون عن أملهم في أن يؤدي التنظيم إلى تحسين جودة الرعاية المقدمة من القابلات. يلاحظ جريلسامر كذلك أن «بروكسل كانت في عام 1424 أول مدينة في أوروبا تسن لوائح مفصلة فيما يتعلق بوظائف القابلات»، مع «تدابير مماثلة... سُنت في مدينة بروج في 1509 وفي ميشيلين في 1536.»
كان تنظيم القبالة أيضًا مصدر قلق كنسي: كتبت كاثرين تاجليا أنه خلال القرن الرابع عشر، تم تعليم القابلات بشأن كيفية تعميد المواليد الجدد بشكل صحيح.  أراد أعضاء الكنيسة التأكد من أن القابلات يفهمن عملية المعمودية وسر المعمودية.  هذه المقدمات التنظيمية الكنسية والعلمانية، أضرت بدور القابلات وسمعتها داخل المجتمع.  يجادل جريلسامر أن هذا كان يمكن أن يؤدي إلى انخفاض معدلات توظيف النساء خلال العصور الوسطى.  أجبرت هذه التطورات العديد من القابلات على الخروج من المركبة واستبدلهن الرجال.

## القابلات البارزات في العصور الوسطى
تم التعرف على قلة فقط من القابلات في العصور الوسطى، ولم يصل لنا سوى أسمائهم. يشير غرين إلى أن بورغ لوبليير عملت لدى الملكة الفرنسية كقابلة. هذه المشاركة مع الملكة كانت نتيجة لسمعتها المتميزة كقابلة ناجحة. تعرف جرين أيضًا على أسلين ألكسندر، وهي امرأة حضرت ولادة دوقة بورغوني في سبعينيات القرن الرابع عشر. بالإضافة إلى هؤلاء القابلات البارزات، تم التعرف على العديد من النساء في سجلات سجلات استطلاع الضرائب الإنجليزية من أواخر القرن الرابع عشر. وشملت هؤلاء النساء ماتيلدا كيمبر ومارج [وري] جوسي في ريدنج وفيليسيا تريسي في كانتربيري.
على الرغم من أن كثيراً ما يشار إليها باسم القابلة، إلا أن تروتا الكاتبة في مجال الطب من مدينة ساليرنو في القرن الثاني عشر كانت طبيبية عامة أكثر من كونها قابلة. تخصصت في شؤون صحة المرأة، ووصفت علاجات ما بعد الولادة، ويبدو أنها قد شهدت الإشراف على الولادة الطبيعية.
نشأت الممارسة المرخصة للقابلات في مدن شمال أوروبا في القرن الرابع عشر، ولكن لم يحديد أي تراخيص مكتوبة موجودة من هذه الفترة. بدلاً من ذلك، فإن معظم ما نعرفه عن القابلات المنفردات يأتي من السجلات القانونية وإجراءات المحكمة. على سبيل المثال، نحن نعرف القابلات المسلمات بلانكا وشينسي اللواتي أحضرن من مدينة توليدو الأسبانية للخدمة في بلاط الملك كارلوس الثالث ملك نافارا (حكم في الفترة ما بين عامي 1387 - 1425). بالإضافة إلى ذلك، هناك أم وابنة من «سلالة» للقابلات المسلمات، الدونا فاطمة والدونا هكسا، اللتان حضرتا ولادة كاتالينا وهي أميرة من قشتالة، وبلانكا، ابنة كارلوس ملك نافارا وملكة نافارا بحلول عام 1425. في أواخر القرن الخامس عشر وأوائل القرن السادس عشر (إحدى ضواحي باريس)، يمكن العثور على القابلات باستخدام المحاكم الكنسية لتأمين وتأكيد مزاياهن المهنية. على سبيل المثال، علمنا من القابلة القابلة إيزابيل روجميل التي رفعت دعوى قضائية في 1500/1501 ضد زيونة لأن تلك المرأة سمحت لحاضري الولادة الآخرين بمساعدتها في ولادة حديثة. على الرغم من أنه تم أحيانًا معاقبة القابلات بسبب جرائم مثل تعميد الأجنة التي يبدو أنها ولدت ميتة (من المحتمل أن يكون ذلك بسبب مخاوف الوالدين المسيحيين على الروح الخالدة للطفل)، إلا أن الحالة الوحيدة المعروفة حتى الآن التي تمت فيها مقاضاة قابلة للوفاة بسبب وفاة امرأة تحت رعايتها هي محاكمة 1403 لقابلة يهودية تدعى فلوريتا دييس في مدينة مرسيليا الفرنسية. تعتبر هذه الحالة من أشكال معاداة السامية التي لم تكن توثق في مرسيليا في تلك الفترة.

## قضية الاتهام بالشعوذة

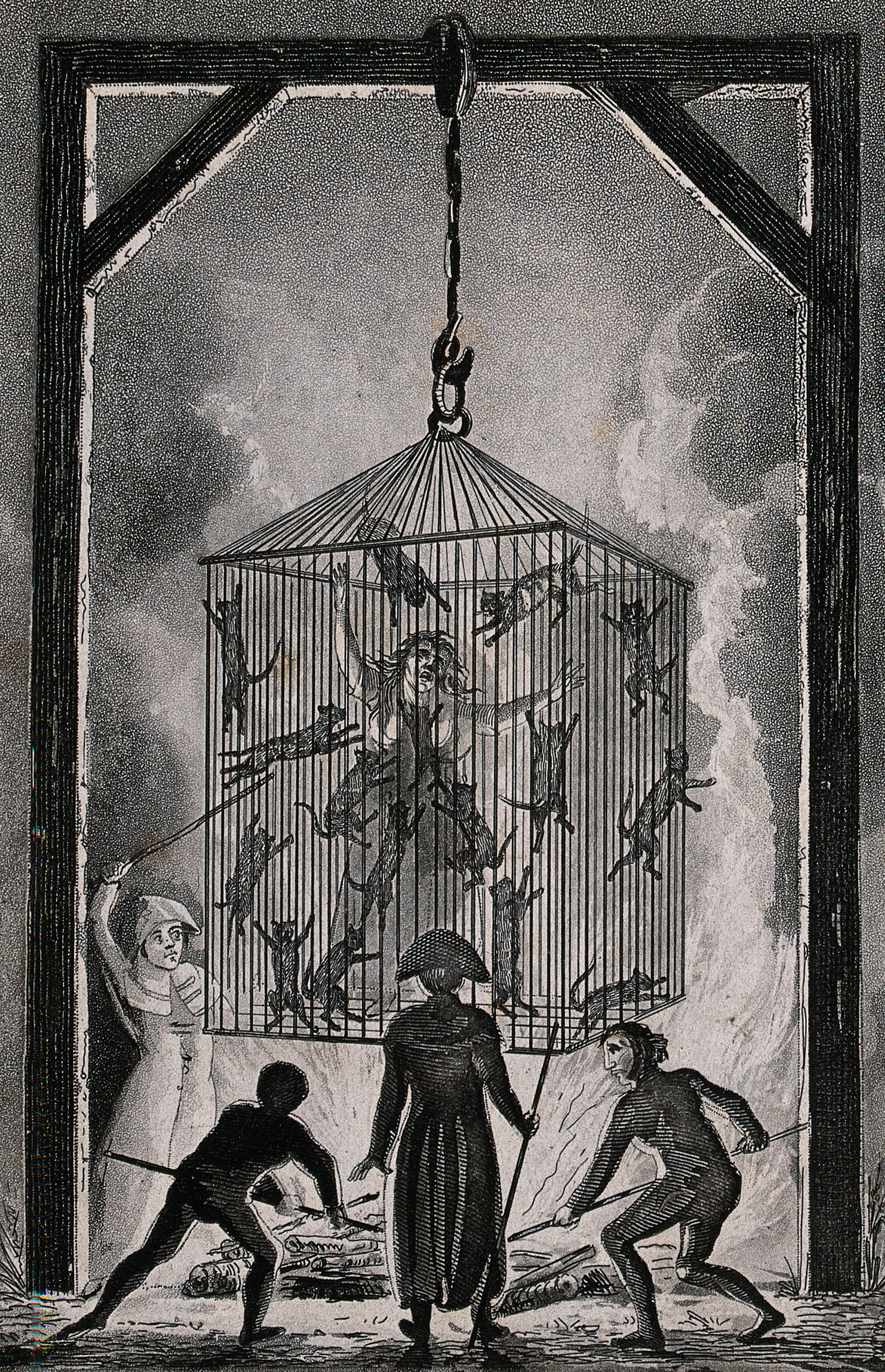
حرق القابلة الفرنسية لويز مابري.

أصبح السحر مرتبطاً بالقبالة عندما أصبحت حالات الحمل غير الناجحة واضحة للمجتمع. تسبب الاعتماد على العلاجات الطبيعية ونقص التدريب في حصول العديد من الولادات غير الناجحة على يد القابلات الريفيات. بدأت الاتهامات بممارسة السحر والشعوذة مع استمرار الولادات غير ناجحة.
تزامن صدور لوائح بشأن ممارسة القبالة وبداية محاكمات الساحرات. هذا الارتباط لا يزال يسبب الجدل الدائر حول العلاقة بين القبالة ومحاكمات الساحرات. وقد ناقش العديد من المؤرخين هذه الروابط بين «السحر والقابلات».
في أحد جوانب هذا النقاش، يرى المؤرخون أن دول أوروبا الغربية تخشى المعرفة التي امتلكتها القابلات وربطتها بممارسة السحر. خلال هذا الوقت، فرضت الكنيسة والدولة قيودًا على القابلات، وطلبت الإشراف على القابلات. حرص المشرفون على ابتاع القابلات لقسمهن الديني ضد ممارسة السحر. بالإضافة إلى ذلك، يلاحظ جريلسامر أن القابلات عادة ما يحاكمن بتهمة السحر بسبب معرفتهن الطبية. إذا استخدمت العلاجات الطبيعية، والتي تكون غير المعروفة لعامة الناس، قهذا يعرض القابلات للاستجواب حول ارتباطهن بالسحر.
على الجانب الآخر من هذه المسألة، يقول تاجليا أن التشريع الكنسي في فرنسا يخشى السحر المرتبط بالقبالة لأنهم اعتقدوا أن القابلات لن يقومن بالتعميد بشكل صحيح. بالإضافة إلى ذلك، لاحظ هارلي وغرين أنه على الرغم من أن بعض القابلات تمت محاكمتهن بالسحر، إلا أن محاكمات الساحرات شملت العديد من الفئات الأخرى. يجادل هارلي وغرين أيضًا بأن القابلات لا يمثلن سوى نسبة صغيرة من الأفراد المتهمين بالسحر. وعلى الأخص، يجادل هارلي بأن العديد من الحالات الشديدة تخلق صورة نمطية بأن القابلات يشكلن غالبية المتهمات في محاكمات الساحرات.
بعد فترة العصور الوسطى، أصبحت القبالة أكثر تنظيماً واحترافية بفضل تأثير التشريعات التي تم تمريرها خلال الجزء الأخير من العصر وتأثير مهنة الطب. بمرور الوقت، أصبحت المهنة التي نعرفها اليوم باسم القبالة.

### ببليوجرافيا العصور الوسطى
- Flügge، Sibylla (1998). Hebammen und heilkundige Frauen: Recht und Rechtswirklichkeit im 15. und 16. Jahrhundert. Frankfurt: Strömfeld Verlag.
- Giladi، Avner (2010). "Liminal Craft, Exceptional Law: Preliminary Notes on Midwives in Medieval Islamic Writings". International Journal of Middle East Studies. ج. 42 ع. 2: 185–202. DOI:10.1017/s0020743810000012.
- Green، Monica (1989). "Women's Medical Practice and Health Care in Medieval Europe". Signs. ج. 14 ع. 2: 434–473. DOI:10.1086/494516. PMID:11618104.
- Green، Monica H. (1994). "Documenting Medieval Women's Medical Practice". في Luis García-Ballester؛ Roger French؛ Jon Arrizabalaga؛ Andrew Cunningham (المحررون). Practical Medicine from Salerno to the Black Death. Cambridge: Cambridge University Press. ص. 322–52.
- Green، Monica H. (2008). Making Women's Medicine Masculine: The Rise of Male Authority in Pre-Modern Gynaecology. Oxford: Oxford University Press.
- Green، Monica H.؛ Mooney، Linne (2006). "The Sickness of Women". في M. Teresa Tavormina (المحرر). Sex, Aging, and Death in a Medieval Medical Compendium: Trinity College Cambridge MS R.14.52, Its Texts, Language, and Scribe. Tempe, AZ: Arizona Center for Medieval and Renaissance Studies. ج. 2. ص. 455–568.
- Green، Monica H.؛ Smail، Daniel Lord (2008). "The Trial of Floreta d'Ays (1403): Jews, Christians, and Obstetrics in Later Medieval Marseille". Journal of Medieval History. ج. 34 ع. 2: 185–211. DOI:10.1016/j.jmedhist.2008.03.001.
- Greilsammer، Myriam (1991). "The Midwife, the Priest, and the Physician: The Subjugation of Midwives in the Low Countries at the End of the Middle Ages". The Journal of Medieval and Renaissance Studies. ج. 21: 285–329.
- Harley، David (1999). "Historians As Demonologists: the Myth of the Midwife-Witch". Social History of Medicine. ج. 3 ع. 1: 1–26. DOI:10.1093/shm/3.1.1. PMID:11622573.
- Minkowski، William L. (1992). "Women Healers of the Middle Ages: Selected Aspects of Their History". American Journal of Public Health. ج. 82 ع. 2: 288–295. DOI:10.2105/ajph.82.2.288. PMC:1694293. PMID:1739168.
- Molénat، Jean-Pierre (2003). "Priviligiées ou poursuivies: quatre sages-femmes musulmanes dans la Castille du XVe siècle". في Cristina de la Puente (المحرر). Identidades marginales, Estudios onomástico-biográficos de al-Andalus, 13. Madrid: Consejo Superior de Investigaciones Científicas. ص. 413–30.
- Taglia، Kathryn (2001). "Delivering a Christian Identity: Midwives in Northern French Synodal Legislation, c. 1200-1500". في Peter Biller؛ Joseph Ziegler (المحررون). Religion and Medicine in the Middle Ages. Woodbridge, Suffolk: York Medieval Press. ص. 77–90.
- Vann Sprecher، Tiffany D.؛ Karras، Ruth Mazo (2011). "The Midwife and the Church: Ecclesiastical Regulation of Midwives in Brie, 1499-1504". Bulletin of the History of Medicine. ج. 85 ع. 2: 171–92. DOI:10.1353/bhm.2011.0044. PMID:21804182.